# Eiji Morioka
Eiji Morioka (jap. 森岡栄治 Morioka Eiji;  ur. 8 czerwca 1946 w Taishō, zm. 9 listopada 2004 w Kawanishi) – były japoński bokser kategorii koguciej, brązowy medalista letnich igrzysk olimpijskich  w Meksyku.